# Сугери
Сугери (на английски: Sugeree) е северноамериканско индианско племе, което в началото на 18 век живее в района на Шугър крийк окръг Мекленбърг, Северна Каролина и окръг Йорк, Южна Каролина. Поради бързото им изчезване, почти няма информация за тях. Единственото, което се знае идва от Джон Лоусън, който ги описва през 1701 г. като голямо племе с много села разположени северно от племето уоксо и източно от катоба, на границата между двете Каролини. Няма оцелели думи от езика им, но се предполага, че езикът им е сиукски, тясно свързан с езиците на катоба и шакори. Значително намалели от болести и от Войната ямаси през 1715 г., сугери се присъединяват към катоба и изчезват от историята.